# Probles clavicornis
Probles clavicornis là một loài tò vò trong họ Ichneumonidae.